# Massalia (planetoïde)
(20) Massalia is een van de grotere planetoïden die in een baan tussen Mars en Jupiter rond de zon bewegen, in de zogenaamde hoofdplanetoïdengordel. Massalia heeft een gemiddelde diameter van 145 km en beweegt in een ellipsvormige baan op een gemiddelde afstand van ongeveer 2,41 astronomische eenheden van de zon. Vanaf de aarde gezien kan ze een schijnbare helderheid van +8,3 bereiken tijdens gunstige opposities.

## Ontdekking en naam
Massalia werd op 19 september 1852 ontdekt door de Italiaanse sterrenkundige Annibale de Gasparis. De Gasparis ontdekte in totaal negen planetoïde, waarvan Massalia de zesde was. Onafhankelijk van De Gasparis werd Massalia een nacht later ook ontdekt door de Franse sterrenkundige Jean Chacornac. Chacornac zou een jaar later alsnog de eerste zijn om een nieuwe planetoïde te ontdekken (dat was planetoïde (25) Phocaea).
Massalia is de Griekse naam van de stad Marseille, waar Chacornac werkte. De Gasparis' woonplaats Napels was al eerder vernoemd bij de ontdekking van planetoïde (11) Parthenope (Parthenope was de mythische stichtster van die stad).

## Eigenschappen
Massalia is een S-type planetoïde, wat betekent dat ze een relatief helder oppervlak heeft dat bestaat uit silicaten en nikkelijzer. Massalia heeft een baan in het centrale gedeelte van de planetoïdengordel, die nauwelijks helt ten opzichte van de ecliptica. Ze is het grootste lid van de Massaliafamilie, een groep planetoïden die ontstonden als gevolg van een inslag op Massalia.
Voor een S-type planetoïde van haar grootte heeft Massalia een relatief grote dichtheid, die ongeveer gelijk is aan die van gesteente op aarde. Dit kan betekenen dat Massalia in tegenstelling tot de meeste andere grote planetoïden een solide, ongefragmenteerd lichaam is en geen zogenaamde rubble pile, zoals planetoïden die uit samengeklonterde delen bestaan worden genoemd. De massa van Massalia is berekend aan de hand van baanverstoringen door de planetoïden (4) Vesta en (44) Nyssa.
Door spectraalanalyse is bekend dat de as van Massalia naar de ecliptische coördinaten (β, λ) = (45°, 10°) or (β, λ) = (45°, 190°) wijst, met een onzekerheid van 10°. Dat betekent dat de axiale helling ten opzichte van de ecliptica ongeveer 45° is. De planetoïde heeft een bolvorm, met afwisselend gebieden die vrijwel vlak zijn.